# José Urdangarin
José Urdangarin Imaz, nacido en Atáun (Guipúzcoa, País Vasco) a principios del siglo XX, fue un ciclista español, profesional entre los años 1928 y 1936.
A lo largo de su carrera obtuvo dos victorias.

## Palmarés
1934
- Legazpia
- Circuito de Guecho

## Equipos
- Beasáin (1928)
- CD Fortuna (1931)
- C.C. Eibarres - GAC (1932)
- Unión de Irun-Orbea (1933)
- Unión de Irun (1934)
- Umore Ona (1935-1936)